# Scrimă la Jocurile Olimpice de vară din 1924
Probele de scrimă la Jocurile Olimpice de vară din 1924 s-au desfășurat în perioada 27 iunie–13 august la sală de scrimă de la Colombes, lângă Paris în Franța. 240 de trăgători din 30 de țări s-au prezentat la competiție, inclusiv 25 de femeie, care au participat pentru prima dată la un campionatul mondial de scrimă.

## Clasament pe medalii
| Loc | Țară                 | Aur | Argint | Bronz | Total |
| --- | -------------------- | --- | ------ | ----- | ----- |
| 1   | Franța (FRA)         | 3   | 3      | 0     | 6     |
| 2   | Belgia (BEL)         | 1   | 2      | 1     | 4     |
| 3   | Ungaria (HUN)        | 1   | 1      | 2     | 4     |
| 4   | Danemarca (DEN)      | 1   | 0      | 1     | 2     |
| 4   | Italia (ITA)         | 1   | 0      | 1     | 2     |
| 6   | Marea Britanie (GBR) | 0   | 1      | 0     | 1     |
| 7   | Olanda (NED)         | 0   | 0      | 1     | 1     |
| 7   | Suedia (SWE)         | 0   | 0      | 1     | 1     |

## Evenimente

### Masculin
| Probă             | Aur | Argint | Bronz |
| Spadă             | Charles Delporte · Belgia (BEL) | Roger Ducret · Franța (FRA) | Nils Hellsten · Suedia (SWE) |
| Spadă pe echipe   | Franța (FRA) · Lucien Gaudin · Georges Buchard · Roger Ducret · André Labatut · Lionel Liottel · Alexandre Lippmann · Georges Tainturier                | Belgia (BEL) · Paul Anspach · Joseph De Craecker · Charles Delporte · Orphile Fernand De Montigny · Ernest Gevers · Léon Tom                   | Italia (ITA) · Giulio Basletta · Marcello Bertinetti · Giovanni Canova · Vincenzo Cuccia · Virgilio Mantegazza · Oreste Moricca                  |
| Floretă           | Roger Ducret · Franța (FRA) | Philippe Cattiau · Franța (FRA) | Maurice Van Damme · Belgia (BEL) |
| Floretă pe echipe | Franța (FRA) · Lucien Gaudin · Philippe Cattiau · Jacques Coutrot · Roger Ducret · Henri Jobier · André Labattut · Guy de Luget · Joseph Peroteaux      | Belgia (BEL) · Désiré Beurain · Charles Crahay · Orphile Fernand De Montigny · Maurice Van Damme · Marcel Berre · Albert De Roocker            | Ungaria (HUN) · László Berti · Sándor Pósta · Zoltán Schenker · Ödön Tersztyánszky · István Lichteneckert                                        |
| Sabie             | Sándor Pósta · Ungaria (HUN) | Roger Ducret · Franța (FRA) | János Garay · Ungaria (HUN) |
| Sabie pe echipe   | Italia (ITA) · Renato Anselmi · Guido Balzarini · Marcello Bertinetti · Bino Bini · Vincenzo Cuccia · Oreste Moricca · Oreste Puliti · Giulio Sarrocchi | Ungaria (HUN) · László Berti · János Garay · Sándor Pósta · József Rády · Zoltán Schenker · László Széchy · Ödön Tersztyánszky · Jenö Uhlyarik | Olanda (NED) · Arie de Jong · Jetze Doorman · Hendrik Scherpenhuyzen · Jan Van Der Wiel · Maarten Hendrik Van Dulm · Henri Jacob Wynoldy-Daniels |

### Feminin
| Probă   | Aur                            | Argint                              | Bronz                             |
| Floretă | Ellen Osiier · Danemarca (DEN) | Gladis Davis · Marea Britanie (GBR) | Grete Heckscher · Danemarca (DEN) |

## Țări participante
240 de trăgători din 30 de țări au participat:
- Argentina (13) (13 bărbați, nici o femeie)
- Austria (5) (5 bărbați, nici o femeie)
- Belgia (19) (19 bărbați, nici o femeie)
- Chile (1) (1 bărbați, nici o femeie)
- Cuba (6) (6 bărbați, nici o femeie)
- Cehoslovacia (7) (7 bărbați, nici o femeie)
- Danemarca (11) (7 bărbați, 4 femei)
- Egipt (3) (3 bărbați, nici o femeie)
- Elveția (10) (7 bărbați, 3 femei)
- Spania (13) (13 bărbați, nici o femeie)
- Franța (24) (20 bărbați, 4 femei)
- Grecia (6) (6 bărbați, nici o femeie)
- Italia (19) (19 bărbați, nici o femeie)
- Marea Britanie (20) (16 bărbați, 4 femei)
- Norvegia (4) (4 bărbați, nici o femeie)
- Olanda (17) (14 bărbați, 3 femei)
- Polonia (5) (4 bărbați, o femeie)
- Portugalia (10) (10 bărbați, nici o femeie)
- Statele Unite ale Americii (21) (19 bărbați, 2 femei)
- Suedia (9) (6 bărbați, 3 femei)
- Turcia (1) (1 bărbați, nici o femeie)
- Ungaria (10) (9 bărbați, o femeie)
- Uruguay (6) (6 bărbați, nici o femeie)

## Legături externe
- Statistice Arhivat în 4 iulie 2009, la Wayback Machine. pe Sports Reference